# Diócesis de Arrás
La diócesis de Arrás (en latín: Dioecesis Atrebatensis y en francés: Diocèse d'Arras) es una circunscripción eclesiástica de la Iglesia católica en Francia. Se trata de una diócesis latina, sufragánea de la arquidiócesis de Lille. Desde el 4 de septiembre de 2020 su obispo es Olivier Leborgne, quien además lleva los títulos de obispo de Saint-Omer (en latín: Audomarensis) y de Boulogne (en latín: Bononiensis).

## Territorio y organización

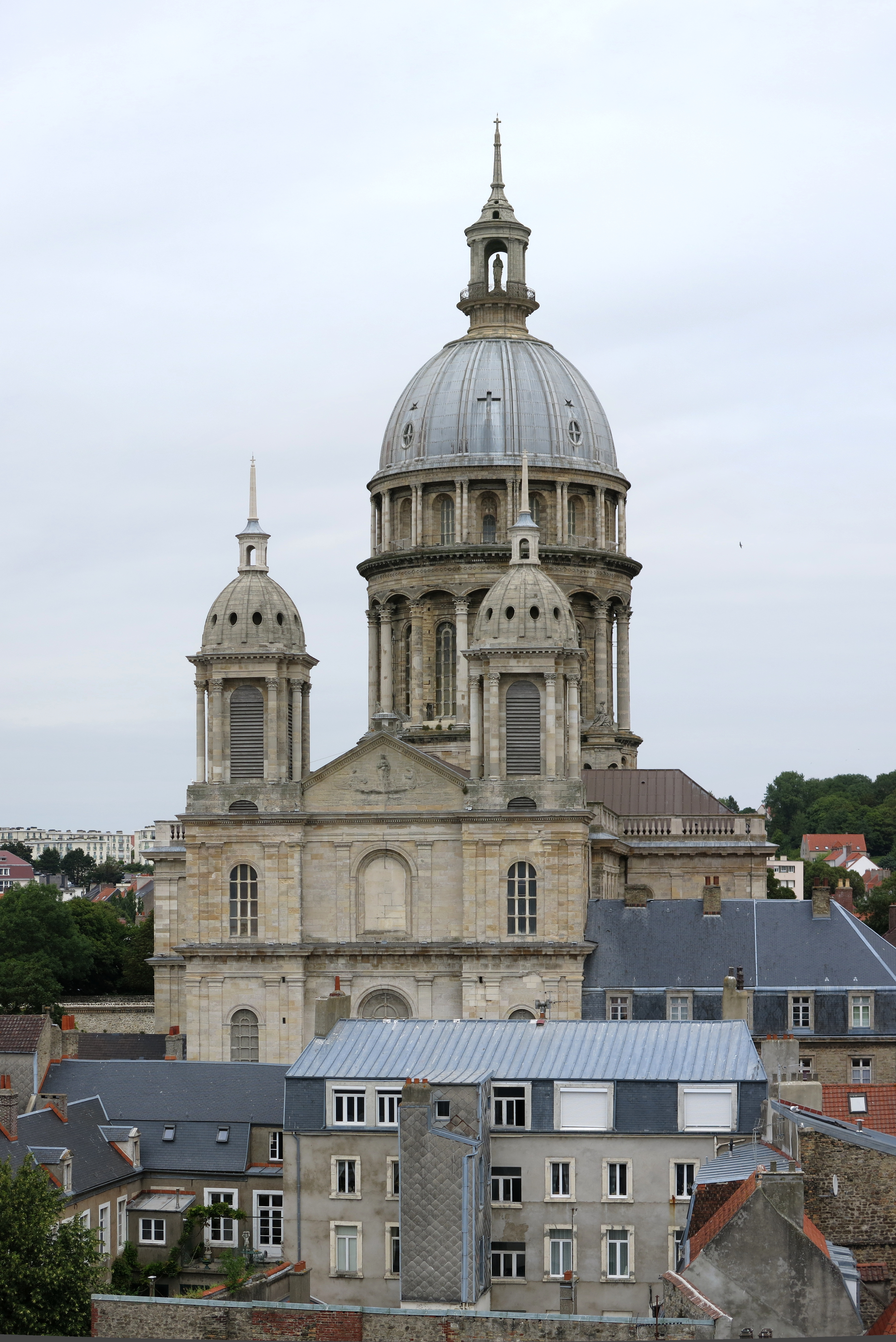
Basílica de Nuestra Señora de la Inmaculada Concepción, en Boulogne-sur-Mer

La diócesis tiene 6671 km² y extiende su jurisdicción sobre los fieles católicos de rito latino residentes en el departamento de Paso de Calais de la región de Alta Francia.

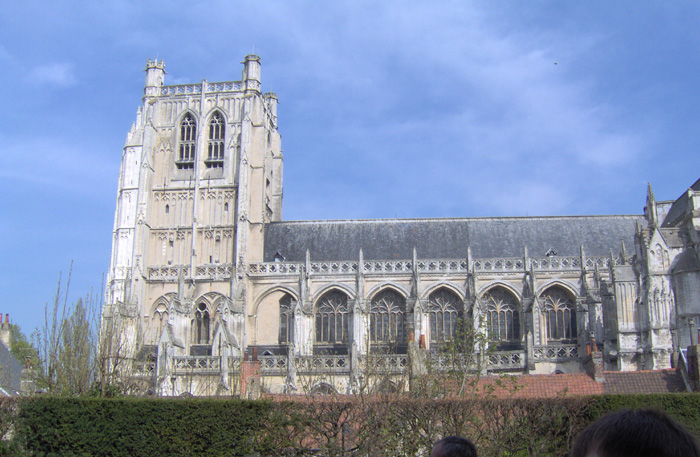
Basílica de la Santísima Virgen María y de San Audomar, excatedral de la diócesis de Saint-Omer

La sede de la diócesis se encuentra en la ciudad de Arrás, en donde se halla la Catedral basílica de Nuestra Señora y San Gastón. En el territorio diocesano existen dos basílicas menores: en Saint-Omer la basílica de la Santísima Virgen María y de San Audomar, antigua catedral de la diócesis de Saint-Omer, y en Boulogne-sur-Mer la basílica de la Inmaculada Concepción, construida en el siglo XIX en el lugar de la antigua catedral de la diócesis de Boulogne destruida durante la Revolución francesa.

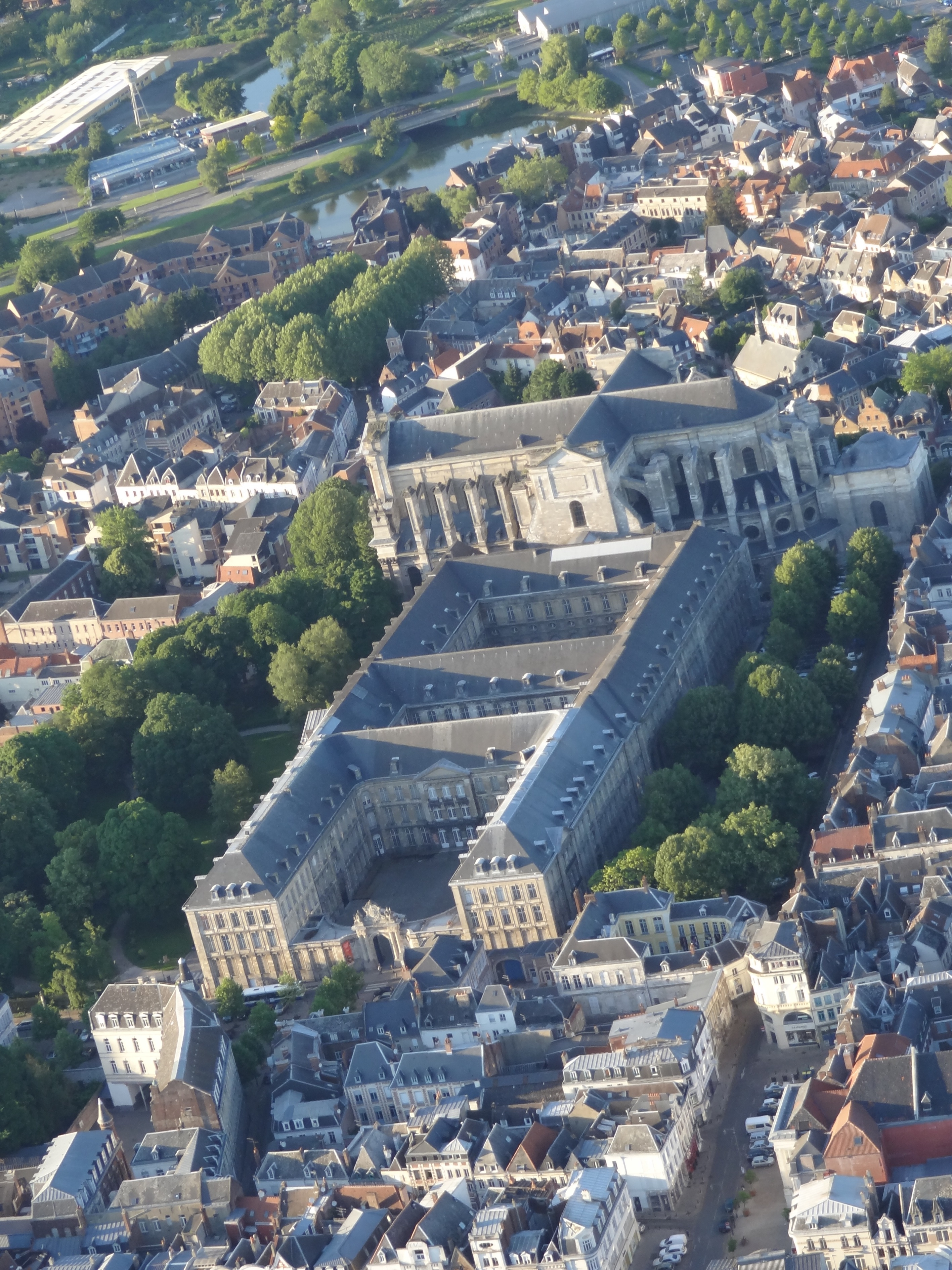
Abadía de San Gastón, en Arrás

En 2022 en la diócesis existían 89 parroquias agrupadas en 10 decanatos: Artois, Sept-vallées -Ternois, Berck-Montreuil, Lens-Liévin, Hénin-Carvin, Béthune-Bruay, Pays de la Lys, Morinie du Boulonnais y Calaisis.

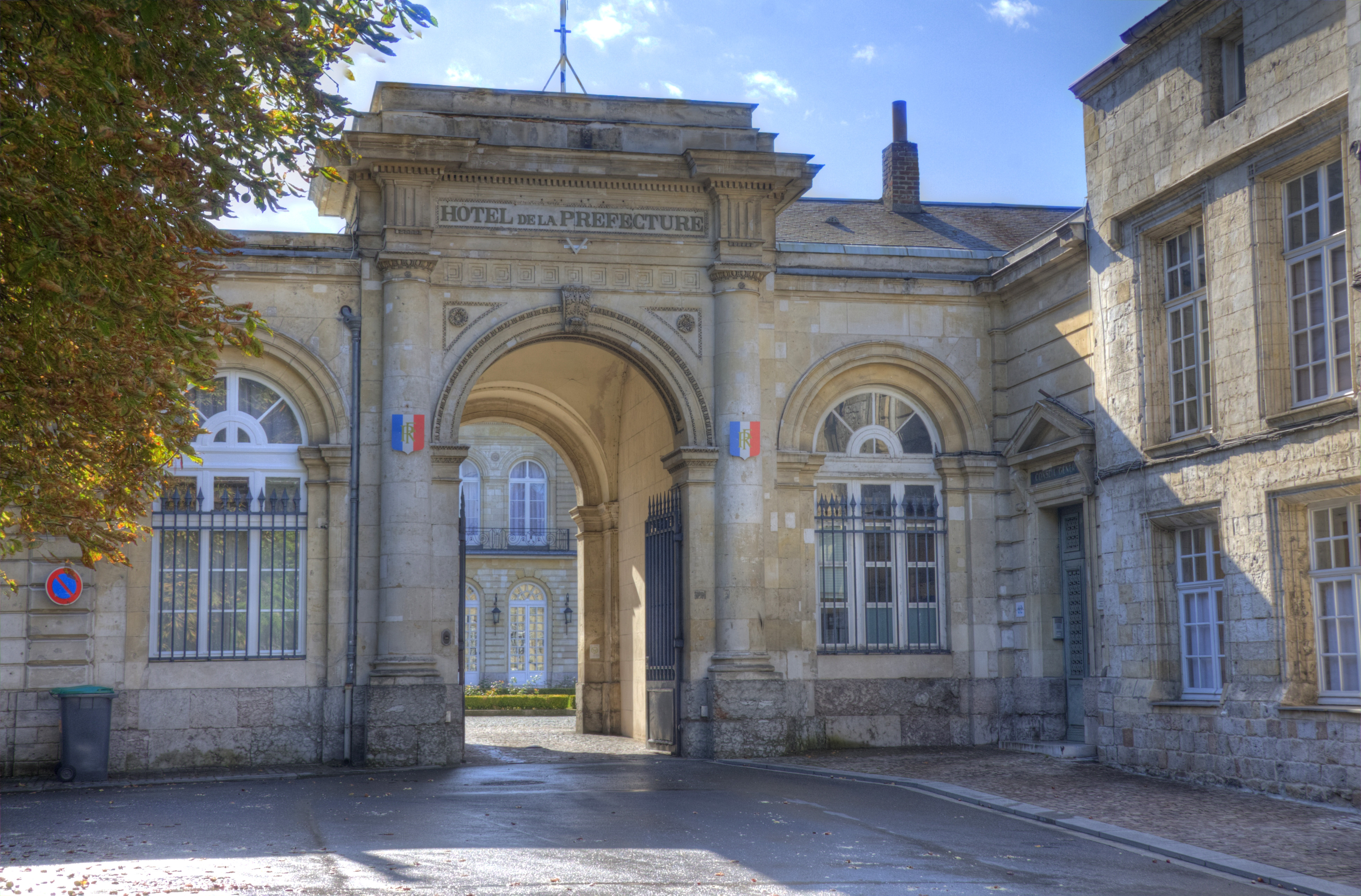
Entrada al antiguo palacio episcopal de Arrás, construido en 1770 y actualmente sede de la prefectura de Paso de Calais

## Historia
La diócesis de Arrás fue erigida en la antigüedad. La tradición reconoce a san Gastón (también conocido como Vaast) como el primer obispo y fundador, en la primera mitad del siglo VI.
Según el historiador Louis Duchesne, basándose en otra tradición atestiguada en el siglo XII, el territorio del pueblo atrebates fue evangelizado en el siglo V por san Diógenes, enviado por el papa, quien sufrió el martirio durante la invasión de los vándalos. Por lo tanto, según el historiador bretón, es probable que la fundación de la diócesis se anticipe al menos un siglo, quizás ya a finales del siglo IV. Posteriormente, debido a la destrucción provocada por el paso de los pueblos germánicos, la vida cristiana desapareció y fue restablecida por san Remigio de Reims, con el envío del obispo san Gastón, primer obispo con quien comienzan las listas episcopales medievales.
Desde el principio, Arrás fue sufragánea de la arquidiócesis de Reims. El segundo sucesor de san Gastón, Vedulf, trasladó la sede a Cambrai. Este traslado fue reconocido por el rey franco Childeberto II, a la hora de instalar al sucesor de Vedulfo, san Gaugerico, en Cambrai entre 584 y 590. A partir de esta época los obispos de Cambrai también gobernaron la ciudad y el territorio de Arrás, con la obligación de sentarse en la cátedra de Arrás una vez al año, como documenta el sínodo de Cambrai de 1025.
Ese mismo año había en Arrás algunos predicadores heréticos, laicos analfabetos de origen italiano, que negaban la utilidad de los sacramentos, aceptaban sólo el Evangelio y sostenían que la salvación no se obtenía por gracia, sino por los méritos de las buenas obras. Fueron arrestados por el obispo y el sínodo los convenció de su error, dejándolos en libertad después de haber negado lo que predicaban.
La unión con Cambrai duró hasta el 23 de marzo de 1094, cuando las dos sedes fueron separadas con la bula Liquet sanctorum canonum del papa Urbano II. El Concilio de Clermont de 1095 confirmó la separación de las dos diócesis.
El 12 de mayo de 1559, con la reorganización eclesiástica de los Países Bajos Austríacos, pasó a formar parte de la provincia eclesiástica de Cambrai. Arrás estaba incluida entre las diócesis de Saint-Omer, Ypres, Tournai, Cambrai, Noyon, Amiens y Boulogne.
En la segunda mitad del siglo XVI los obispos de Arrás tuvieron que trabajar para detener la difusión de las ideas calvinistas y hugonotas holandesas. En particular, destacaron François Richardot (1561-1574), uno de los partidarios de la fundación de la Universidad de Douai, y Mathieu Moulart (1577-1600), que fundó el seminario episcopal.
En la lucha entre españoles y franceses por la conquista de la ciudad y el territorio de Arrás, la diócesis vivió un largo período de sede vacante, entre 1635 y 1668. El rey español nombró a dos obispos, Nicolas Dufiff y Jean-Pierre Camus, que sin embargo no pudieron tomar posesión de su sede porque estaba ocupada por tropas francesas. A su vez, el rey francés nombró obispo a Étienne Moreau en 1656, quien sin embargo sólo obtuvo la confirmación de la Santa Sede en 1668, porque los reyes franceses no tenían, hasta ese momento, derecho a nombrar a los obispos de Arrás.
En 1670 Guy de Sève de Rochechouart fue nombrado obispo, con lo que se inició el episcopado más largo de la historia de la diócesis, que duró hasta 1724, por un total de 54 años. Rochechouart fue uno de los obispos partidarios del jansenismo y de los que se negaron a firmar la bula Unigenitus Dei Filius, con la que se condenaban las ideas de Cornelio Jansenio. En 1677 fundó el seminario de Arrás.
En el siglo XVII la diócesis se dividió en 2 arcedianatos, Artois y Ostrevent. El número de decanatos varió con el tiempo: al principio eran 12, luego pasaron a 16 y en 1778 volvieron a caer a 12, divididos en 34 distritos.
En el siglo siglo XVIII se reconstruyeron tanto la abadía de San Gastón como la catedral, terminada en 1833.
A raíz del concordato, con la bula Qui Christi Domini del papa Pío VII del 29 de noviembre de 1801, los límites de la diócesis de Arrás se hicieron coincidir con los del departamento de Paso de Calais. Esto implicó un notable intercambio de territorio con las diócesis vecinas. Cedió cien parroquias a la diócesis de Cambrai y 10 a la diócesis de Amiens, y adquirió 36 de Cambrai, 88 de Amiens, 4 de Tournai, 1 de Noyon, 48 de la suprimida diócesis de Saint-Omer y todo el territorio de la diócesis de Boulogne, igualmente abolida, equivale a 394 parroquias. La nueva diócesis de Arrás incluía cerca de 900 parroquias, el doble de lo que tenía antes de la Revolución francesa.
La bula de 1801 había colocado a Arrás en la provincia eclesiástica de París. Sin embargo, el 1 de octubre de 1841 volvió a ser sufragánea de la arquidiócesis de Cambrai.
El 23 de noviembre de 1853 el obispo de Arrás obtuvo el derecho de añadir a su título los de las dos diócesis suprimidas de Saint-Omer y Boulogne.
El 30 de marzo de 2008 se convirtió en sufragánea de la nueva sede metropolitana de Lille.

## Estadísticas
Según el Anuario Pontificio 2023 la diócesis tenía a fines de 2022 un total de 1 149 680 fieles bautizados.
| Año                                                                             | Población | Población | Población      | Sacerdotes | Sacerdotes | Sacerdotes | Católicos por sacerdote | Diáconos permanentes | Religiosos | Religiosos | Parroquias y cuasiparroquias |
| Año                                                                             | Católicos | Total     | % de católicos | Total      | Diocesanos | Regulares  | Católicos por sacerdote | Diáconos permanentes | Masculinos | Femeninos  | Parroquias y cuasiparroquias |
| ------------------------------------------------------------------------------- | --------- | --------- | -------------- | ---------- | ---------- | ---------- | ----------------------- | -------------------- | ---------- | ---------- | ---------------------------- |
| 1950                                                                            | ?         | 1 168 545 | ?              | 1226       | 1142       | 84         | ?                       |                      | 125        | 1900       | 831                          |
| 1959                                                                            | 1 142 150 | 1 276 833 | 89.5           | 1247       | 1143       | 104        | 915                     |                      | 199        | 1693       | 1037                         |
| 1970                                                                            | ?         | 1 397 159 | ?              | 904        | 859        | 45         | ?                       |                      | 230        | 1407       | 1020                         |
| 1980                                                                            | 1 204 000 | 1 421 000 | 84.7           | 891        | 788        | 103        | 1351                    |                      | 148        | 1202       | 1025                         |
| 1990                                                                            | 1 195 000 | 1 425 000 | 83.9           | 693        | 603        | 90         | 1724                    | 7                    | 127        | 912        | 1043                         |
| 1999                                                                            | 1 113 000 | 1 454 000 | 76.5           | 487        | 425        | 62         | 2285                    | 17                   | 82         | 708        | 576                          |
| 2000                                                                            | 1 103 000 | 1 441 568 | 76.5           | 491        | 430        | 61         | 2246                    | 21                   | 81         | 652        | 556                          |
| 2001                                                                            | 1 102 000 | 1 440 382 | 76.5           | 491        | 432        | 59         | 2244                    | 23                   | 74         | 633        | 556                          |
| 2002                                                                            | 1 103 000 | 1 441 568 | 76.5           | 447        | 387        | 60         | 2467                    | 27                   | 73         | 610        | 518                          |
| 2003                                                                            | 1 104 000 | 1 441 568 | 76.6           | 420        | 368        | 52         | 2628                    | 28                   | 65         | 528        | 518                          |
| 2004                                                                            | 1 104 000 | 1 441 568 | 76.6           | 403        | 346        | 57         | 2739                    | 28                   | 69         | 486        | 567                          |
| 2006                                                                            | 1 102 567 | 1 439 697 | 76.6           | 370        | 319        | 51         | 2979                    | 32                   | 65         | 463        | 102                          |
| 2012                                                                            | 1 138 000 | 1 488 951 | 76.4           | 273        | 230        | 43         | 4168                    | 43                   | 52         | 248        | 94                           |
| 2015                                                                            | 1 148 700 | 1 490 820 | 77.1           | 249        | 206        | 43         | 4613                    | 50                   | 51         | 207        | 92                           |
| 2018                                                                            | 1 160 010 | 1 505 490 | 77.1           | 200        | 168        | 32         | 5800                    | 54                   | 38         | 164        | 91                           |
| 2020                                                                            | 1 147 600 | 1 489 000 | 77.1           | 200        | 167        | 33         | 5738                    | 59                   | 41         | 140        | 89                           |
| 2022                                                                            | 1 149 680 | 1 491 710 | 77.1           | 167        | 141        | 26         | 6884                    | 63                   | 33         | 131        | 89                           |
| Fuente: Catholic-Hierarchy, que a su vez toma los datos del Anuario Pontificio. |           |           |                |            |            |            |                         |                      |            |            |                              |

## Episcopologio
- Diógenes? † (primera mitad del siglo V)
- San Gastón (Vaast) † (primera mitad del siglo VI)
- San Domenico †
- San Vedulfo †
  - Sede unida a Cambrai (siglo VI-1093)
- Lambert † (19 de marzo de 1094 consagrado[7]-17 de mayo de 1115 falleció)
- Robert † (1115-febrero de 1131 falleció)
- Alvise † (1131-1148 falleció)
- Godescalc † (1150-1161 renunció)
- André de Paris † (1161-1173 falleció)
  - Robert d'Aire † (1173-4 de octubre de 1174 falleció) (obispo electo)[nota 4]
- Fremold † (1174-1183 falleció)
- Pierre I † (1184-1203 falleció)
- Raoul de Neuville † (octubre de 1203-26 de marzo de 1221 falleció)
- Ponce † (1221-septiembre de 1231 falleció)
- Asson † (1231-27 de marzo de 1245 falleció)
- Fursy † (1245-1 de abril de 1247 falleció)
- Jacques de Dinant † (4 de octubre de 1247-17 de abril de 1259 renunció)
- Pierre de Noyon † (1259-5 de septiembre de 1280 renunció)
- Guillaume d'Isy † (15 de junio de 1282-23 de septiembre de 1293 falleció)
- Jean Lemoine † (1293-18 de septiembre de 1294 renunció, devino cardenal presbítero de los Santos Marcelino y Pedro)
- Gerardo, † (28 de marzo de 1295-después del 18 de febrero de 1316 falleció)
- Bernard † (24 de noviembre de 1316-1320 falleció)
- Pierre de Chappes † (29 de noviembre de 1320-21 de mayo de 1326 nombrado obispo de Chartres)
- Jean du Plessis-Pasté † (21 de mayo de 1326-23 de diciembre de 1327 nombrado obispo de Chartres)
- Thierry de Hérisson † (27 de enero de 1328-1328 falleció)
- Pierre Roger de Beaufort-Turenne, O.S.B. † (3 de diciembre de 1328-24 de noviembre de 1329 nombrado arzobispo de Sens, luego electo papa con el nombre de Clemente VI)
- Andrea Ghilini † (18 de diciembre de 1329-12 de septiembre de 1334 nombrado obispo de Tournai)
- Jean Mandevilain † (12 de septiembre de 1334-15 de febrero de 1339 nombrado obispo de Châlons)
- Pierre Bertrand el Joven † (15 de marzo de 1339-19 de mayo de 1344 renunció)
- Jean Galvan † (28 de febrero de 1344-1348 falleció)
- Aimery de Beaufort † (13 de junio de 1348-6 de octubre de 1361 falleció)
- Gérard de Dainville † (17 de noviembre de 1361-11 de octubre de 1368 nombrado obispo de Thérouanne)
- Adhémar Robert † (11 de octubre de 1368-6 de junio de 1371 nombrado obispo de Thérouanne)
- Hugues Faydit † (6 de junio de 1371-1372 falleció)
- Pierre Masuyer † (21 de julio de 1374-1391 falleció)
  - Jean † (1391-1392 falleció) (obispo electo)
- Jean Canard † (6 de septiembre de 1392-7 de octubre de 1407 falleció)
- Martin Poré, O.P. † (24 de noviembre de 1407-6 de septiembre de 1426 falleció)
- Hugues de Cayeu † (16 de diciembre de 1426-13 de enero de 1438 falleció)
- Quentin Ménard † (1438-23 de septiembre de 1439 nombrado arzobispo de Besanzón)
- Fortigario di Piacenza † (23 de septiembre de 1439-21 de febrero de 1453 falleció)
- Jaime de Portugal † (23 de marzo de 1453-30 de abril de 1453 nombrado arzobispo de Lisboa)
- Jean Jouffroy, O.S.B.Clun. † (30 de abril de 1453-10 de diciembre de 1462 nombrado arzobispo de Albi)
- Pierre de Ranchicourt † (17 de abril de 1463-26 de agosto de 1499 falleció)
- Antoine d'Albone, O.S.B. † (13 de enero de 1500-1501 renunció)
- Nicolas Le Ruistre † (16 de febrero de 1502-5 de noviembre de 1509 falleció)
- François de Melun † (15 de julio de 1510-26 de noviembre de 1516 nombrado obispo de Thérouanne)
- Philippe de Luxembourg † (26 de noviembre de 1516-10 de marzo de 1518 renunció)
  - Pietro Accolti d'Arezzo † (10 de marzo de 1518-10 de abril de 1523 renunció) (administrador apostólico)
- Eustache de Croy † (8 de septiembre de 1523-3 de octubre de 1538 falleció)
- Antoine Perrenot de Granvelle † (29 de noviembre de 1538-10 de marzo de 1561 nombrado arzobispo de Malinas)
- François Richardot † (10 de marzo de 1561-26 de julio de 1574 falleció)
- Mathieu Moulart, O.S.B. † (24 de mayo de 1577-11 de julio de 1600 falleció)
- Jean du Ploich † (10 de septiembre de 1601-1 de julio de 1602 falleció)
- Jean Richardot † (30 de abril de 1603-17 de agosto de 1609 nombrado arzobispo de Cambrai)
- Hermann Ottemberg † (24 de noviembre de 1610-23 de mayo de 1626 falleció)
- Paul Boudot † (8 de febrero de 1627-11 de noviembre de 1635 falleció)
  - Sede vacante (1635-1668)
  - Nicolas Dufiff † (1636-21 de octubre de 1651 falleció) (obispo electo)
  - Jean-Pierre Camus † (1651- 26 de abril de 1652 falleció) (obispo electo)
- Étienne Moreau † (3 de septiembre de 1668[nota 5]-9 de enero de 1670 falleció)
- Guy de Sève de Rochechouart † (28 de julio de 1670-27 de diciembre de 1724 falleció)
- François de Baglion de la Salle † (16 de diciembre de 1726-14 de marzo de 1752 falleció)
- Jean de Bonneguise † (25 de septiembre de 1752-28 de febrero de 1769 falleció)
- Louis-François-Marc Hilaire de Conzié † (21 de agosto de 1769-17 de diciembre de 1804 falleció)[nota 6]
- Hugues-Robert-Jean-Charles de la Tour d'Auvergne-Lauraquais † (6 de mayo de 1802-20 de julio de 1851 falleció)
- Pierre-Louis Parisis † (5 de septiembre de 1851-5 de marzo de 1866 falleció)
- Jean-Baptiste-Joseph Lequette † (22 de junio de 1866-13 de junio de 1882 falleció)
- Guillaume-René Meignan † (25 de septiembre de 1882-24 de marzo de 1884 nombrado arzobispo de Tours)
- Désiré-Joseph Dennel † (13 de noviembre de 1884-28 de octubre de 1891 falleció)
- Alfred-Casimir-Alexis Williez † (11 de julio de 1892-25 de enero de 1911 falleció)[nota 7]
- Emile-Louis-Cornil Lobbedey † (5 de mayo de 1911-24 de diciembre de 1916 falleció)
- Eugène-Louis-Ernest Julien † (22 de marzo de 1917-14 de marzo de 1930 falleció)
- Henri-Edouard Dutoit † (23 de diciembre de 1930-11 de septiembre de 1945 renunció[nota 8])
- Victor-Jean Perrin † (3 de noviembre de 1945-26 de noviembre de 1961 renunció[nota 9])
- Gérard-Maurice-Eugène Huyghe † (15 de diciembre de 1961-25 de septiembre de 1984 retirado)
- Henri-François-Marie-Pierre Derouet † (10 de octubre de 1985-12 de agosto de 1998 retirado)
- Jean-Paul Maurice Jaeger (12 de agosto de 1998-4 de septiembre de 2020 retirado)
- Olivier Leborgne, desde el 4 de septiembre de 2020